# کریستین مارشال
کریستین مارشال (به انگلیسی: Christine Marshall) (زادهٔ ۱۱ اوت ۱۹۸۶) شناگر اهل ایالات متحده آمریکا است.